# LY Corporation
LY Corporation (LINEヤフー株式会社 Rain Yafū Kabushiki-gaisha, n.đ. 'Line Yahoo Corporation'), giao dịch với tên LYC,  là một công ty internet Nhật Bản thuộc sở hữu của A Holdings, một liên doanh giữa SoftBank Group của Nhật Bản và Naver Corporation của Hàn Quốc, được thành lập vào năm 2023 thông qua việc sáp nhập Z Holdings và bốn công ty con bao gồm Line Corporation và Yahoo! Nhật Bản.

## Lịch sử
Vào tháng 3 năm 2021, Z Holdings, công ty sở hữu Yahoo! Nhật Bản, và Line Corporation đã sáp nhập các doanh nghiệp của họ. Hai công ty đặt mục tiêu giảm chi phí bằng cách hợp nhất các dịch vụ chồng chéo như thanh toán bằng mã QR và tăng lưu lượng truy cập giữa khoảng 200 dịch vụ mà họ cung cấp, tập trung vào ba mảng kinh doanh là tìm kiếm, ứng dụng nhắn tin và quảng cáo. Họ cũng công bố kế hoạch liên kết ID của hai công ty trong tập đoàn vào cuối năm tài chính 2022.
Tuy nhiên, ngay sau khi sáp nhập, thông tin cá nhân của Line đã bị truy cập từ Trung Quốc mà không có lời giải thích thỏa đáng cho người dùng. Công việc liên kết ID thực tế đã bị trì hoãn khi tập đoàn xem xét lại hệ thống quản lý dữ liệu của mình, và triển vọng trở nên không chắc chắn.
Trong quý IV năm tài chính 2022, kết quả hợp nhất của ZHD cho thấy doanh thu mảng quảng cáo chính của công ty đã giảm 1,2% so với năm trước. Thương mại điện tử nội địa, lĩnh vực mà ZHD đang hướng tới trở thành công ty dẫn đầu thị trường nội địa về doanh số, cũng chứng kiến mức tăng trưởng chậm lại ở mức 0,9%. Kết quả kinh doanh của ZHD khá ảm đạm, và Chủ tịch ZHD, ông Kentaro Kawabe, cho biết: "Các dịch vụ của ZHD đang mất dần lợi thế cạnh tranh so với các đối thủ, và chúng tôi đang cảm nhận rõ rệt tình hình khủng hoảng."
Vào tháng 8 năm 2022, ZHD công bố kế hoạch liên kết ID người dùng của Line, Yahoo! Japan và PayPay vào năm 2023 hoặc muộn hơn để tăng cường lưu lượng truy cập lẫn nhau.
Vào tháng 2 năm 2023, ZHD công bố kế hoạch sáp nhập ba công ty ZHD, Yahoo! Nhật Bản và Line Corporation, dưới sự bảo trợ của công ty này vào cuối năm tài chính 2023. Ngay cả sau khi sáp nhập kinh doanh, ZHD và Line Corporation vẫn tiếp tục tồn tại như những công ty và dịch vụ riêng biệt, nhưng Chủ tịch ZHD, Kentaro Kawabe, cho biết: "Điều này đã hiệu quả trong giai đoạn chuyển tiếp, nhưng để thúc đẩy sự sáp nhập sâu hơn, chúng tôi sẽ thống nhất và đẩy nhanh quá trình ra quyết định." Vào ngày 28 tháng 4, công ty mới được công bố sẽ có tên là Line Yahoo (LY Corporation trong tiếng Anh). Tổng giám đốc điều hành của công ty mới sẽ là Takeshi Idezawa, Tổng giám đốc điều hành của ZHD, người cho biết: "Môi trường kinh doanh vẫn còn nhiều thách thức, nhưng chúng tôi sẽ tinh gọn hoạt động kinh doanh của mình một cách cơ bản thông qua việc sáp nhập."
Vào tháng 7 năm 2023, ZHD thông báo sẽ sáp nhập các doanh nghiệp tài chính nội địa của Line Corporation và ZHD. Hai doanh nghiệp, Line Securities và Line Credit, chuyên xử lý các khoản vay cá nhân, đã được hợp nhất thành Z Financial, một công ty cổ phần trung gian tài chính thuộc tập đoàn sở hữu PayPay Bank và PayPay Securities.
Vào tháng 3 năm 2023, Yahoo!, Line và PayPay đã ra mắt dịch vụ tích dặm chung mang tên LYP Mileage. Khi bạn mua hàng tại các cửa hàng tham gia và tích lũy dặm, bạn sẽ nhận được điểm PayPay với một tỷ lệ quy đổi nhất định. Chủ tịch Yahoo!, Takashi Ozawa, phát biểu: "Đây là một kế hoạch ấp ủ từ lâu và cuối cùng đã thành hiện thực."
Vào ngày 1 tháng 10 năm 2023, ZHD, các công ty con là Line Corporation, Yahoo! Japan, Z Entertainment và Z Data đã sáp nhập để thành lập LY Corporation.

## Bảo mật
520.000 hồ sơ dữ liệu cá nhân của người dùng LINE đã bị rò rỉ vào tháng 10 năm 2023. Bộ Nội vụ và Truyền thông Nhật Bản đã ban hành hướng dẫn hành chính cho LY Corporation hai lần vào ngày 16 tháng 4 năm 2024. LY Corporation được Bộ Nội vụ và Truyền thông yêu cầu nộp một báo cáo khác trước ngày 1 tháng 7 năm 2024. Tháng 3 năm 2024, chính phủ Nhật Bản đã ra lệnh cho Line và Naver tách biệt hệ thống của họ vì vụ rò rỉ dữ liệu.